# Pierre Cary
Pour les articles homonymes, voir Cary.
Pierre Cary est un homme politique français né le 1er avril 1793 à Boulogne-sur-Mer (Pas-de-Calais) et décédé le 1er octobre 1857 à Béthune (Pas-de-Calais).
Propriétaire terrien, il est député du Pas-de-Calais de 1848 à 1849, siégeant avec les républicains modérés, puis avec la gauche.

## Sources
- « Pierre Cary », dans Adolphe Robert et Gaston Cougny, Dictionnaire des parlementaires français, Edgar Bourloton, 1889-1891 [détail de l’édition]